# Escrituras budistas tempranas
Las escrituras budistas tempranas abreviado EBT, son textos paralelos compartidos por las escuelas budistas tempranas. El material EBT más estudiado son los primeros cuatro pali nikayas, así como los Āgamas correspondientes en chino. Sin embargo, algunos eruditos también han señalado que algunos materiales del vinaya, como los patimokkhas de las diferentes escuelas budistas, así como también algunos materiales de los primeros textos del Abhidharma, también podrían ser bastante antiguos.
Además de las grandes colecciones en pali y chino, también hay colecciones fragmentadas de materiales EBT en sánscrito, khotanés, tibetano y gāndhārī. El estudio moderno del budismo presectario temprano a menudo se basa en estudios comparativos que utilizan estas diversas fuentes budistas.
Varios académicos de estudios budistas, como Richard Gombrich, Akira Hirakawa, Alexander Wynne y A. K. Warder, sostienen que los primeros textos budistas incluyen material que potencialmente podría remontarse al Buda histórico o al menos, a los primeros años del budismo presectario. Según el erudito japonés Akira Hirakawa, "cualquier intento de determinar las enseñanzas originales del Buda histórico debe basarse en esta literatura".
En el budismo Mahayana, estos textos a veces se denominan textos "Hinayana" o "Śrāvakayāna" y no se consideran obras Mahayana.

## Descripción general
Diferentes géneros comprenden los textos budistas tempranos, incluyendo "suttas" en prosa (Sct: sūtra, discursos), reglas monásticas (Vinaya), diversas formas de composiciones en verso (como Gāthā y Udāna), obras mixtas en prosa y verso (geya), y También enumera (matika) reglas monásticas o temas doctrinales y ceremoniales. Una gran parte de la literatura budista temprana forma parte del género "sutta" o "sutra", estos suelen ubicarse en diferentes colecciones (llamadas Nikayas o Agamas) y constituyen los "Sutta Pitaka" (Sct: Sūtra Pitaka, "Canasta de sutras"). Sección de las diversas colecciones canónicas budistas tempranas llamadas Tripitakas ("Tres cestas"). Los suttas generalmente contienen contenido doctrinal, espiritual y filosófico.

### Lugar y fecha

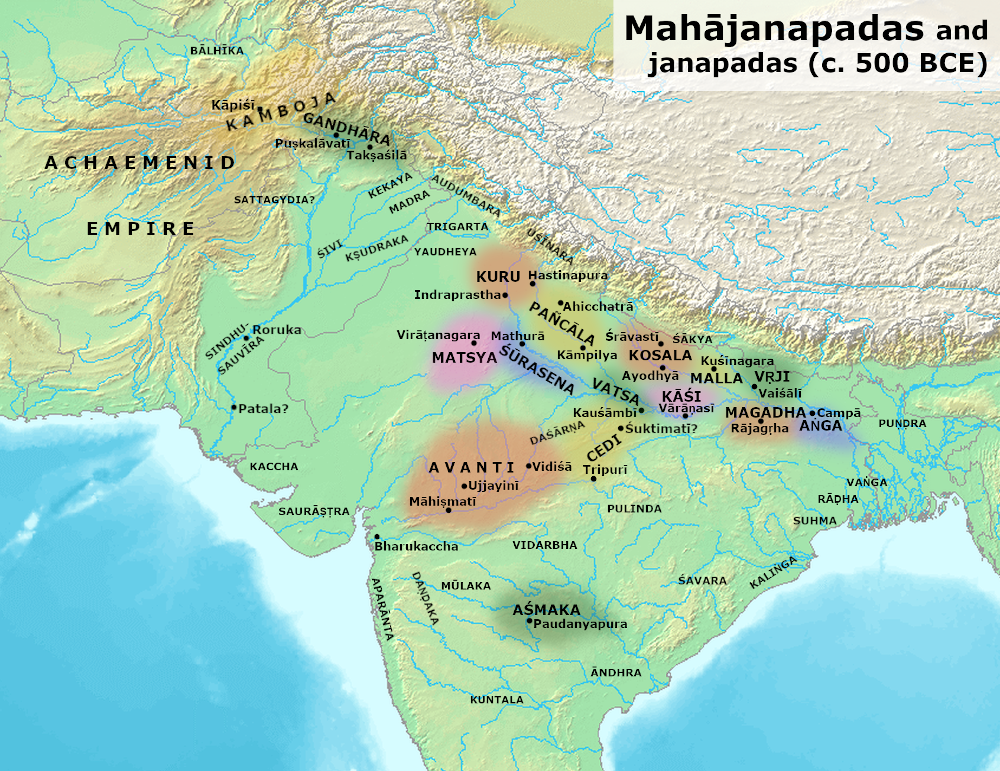
Llanura del Ganges durante la era anterior a Nanda

En cuanto al entorno, las EBT generalmente representan el mundo del segundo período de urbanización, que presenta ciudades y pueblos de pequeña escala y pequeños estados competidores (los mahajanapadas) con un nivel de urbanización más bajo en comparación con el de la era de Maurya.Como tal, las EBT representan la llanura del Ganges antes del surgimiento del Imperio Nanda, que unificó todos estos pequeños estados competidores durante el siglo IV.
Las EBT también representan a Pataliputra como el pequeño pueblo de Pataligama, que más tarde se convertiría en la capital del imperio Maurya, la ciudad más grande de la India. No mencionan a Ashoka pero sí al líder jainista Mahavira (también conocido como Nātaputta) contemporáneo del Buda.
Las EBT también representan una economía local a pequeña escala, durante una época anterior al establecimiento de las redes comerciales de larga distancia, como señalaron Brahmali y Bhante Sujato:

King Pasenadi of Kosala is said to have used kāsi sandalwood (MN 87.28), indicating that even the highest social strata used locally produced luxuries. This situation is perhaps to be expected given the political divisions in North India at the time, which may have complicated long-distance trade.

### Arqueología

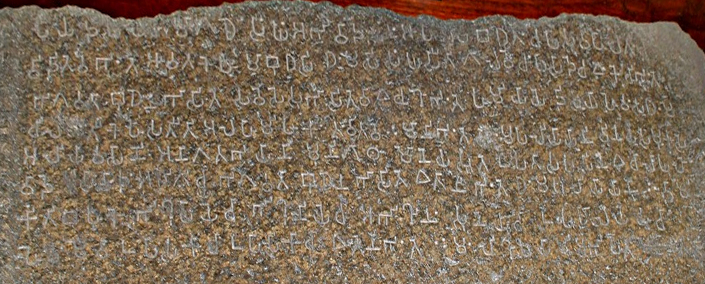
Edicto Ashoka Minor Rock n.º 3

Los Edictos de Ashoka son algunos de los primeros documentos históricos de la India y concuerdan con las EBT en algunos aspectos.
Según Sujato, el edicto MPE 2 (Sārnāth) hace uso de varios términos específicos de EBT tales como: "bhikhusaṁgha, bhikhuni-saṁgha, sāsana, upāsaka, anuposatha, saṁgha bheta, saṁgha samaga (versión Sāñcī), cila-thitīka (Sāñcī) ".

## Material existente

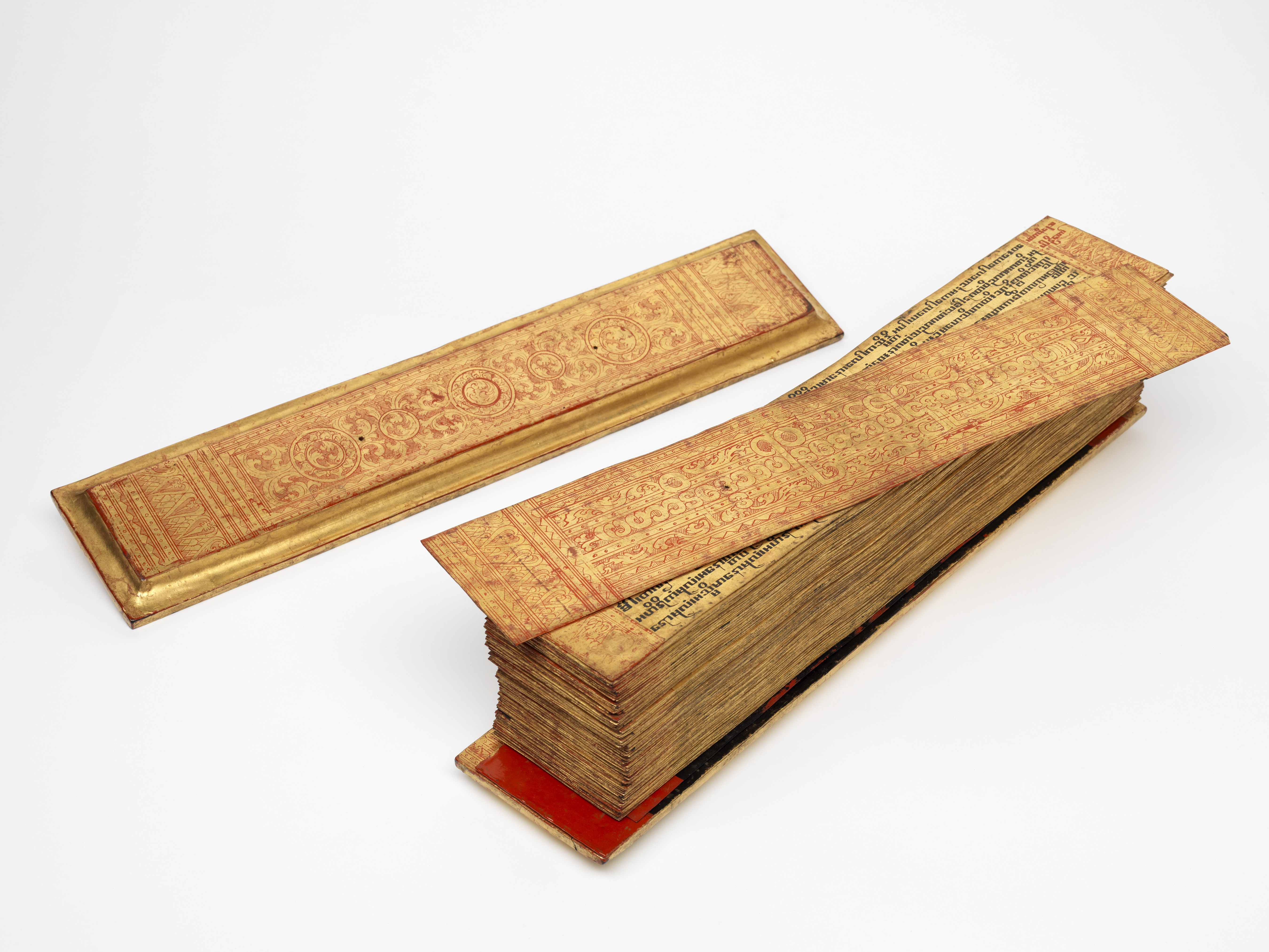
Manuscrito de hoja de palma Birmano-pali

La mayoría de las investigaciones modernas se han centrado generalmente en los pali nikāyas (que han sido traducidos completamente a los idiomas occidentales) y los agamas chinos (traducidos sólo parcialmente). A finales del siglo XIX ya se sabía que los nikāyas y los agamas contienen un gran número de textos paralelos. En 1882, Samuel Beal publicó su tratado sobre Literatura budista en China, donde escribió:

The Parinibbāna, the Brahmajāla, the Sigalovada, the Dhammacakka, the Kasi-Bhāradvadja, the Mahāmangala; all these I have found and compared with translations from the Pali, and find that in the main they are identical. I do not say literally the same; they differ in minor points, but are identical in plot and all important details. And when the Vinaya and Āgama collections are thoroughly examined, I can have little doubt we shall find most if not all the Pali suttas in a Chinese form.

### EBT pali

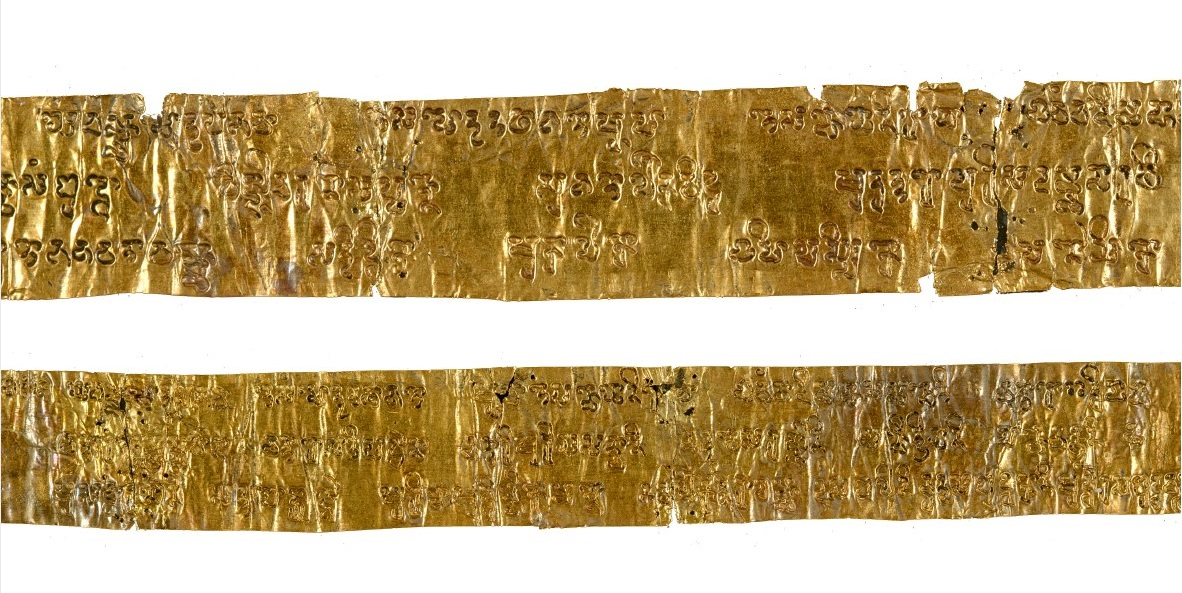
Placas de oro que contienen fragmentos del Pali Tipitaka (siglo V) encontradas en Maunggan (un pueblo cerca de la ciudad de Sriksetra)

El Canon Pali de la escuela Theravada contiene la colección más completa de EBT en lengua índica. Según la tradición Theravada, después de haber sido transmitida oralmente, se escribió por primera vez en el siglo I a. e. c. en Sri Lanka.

### EBT chinos
Los EBT en el Canon budista chino incluyen los Āgamas, colecciones de sutras que son paralelos a los pali nikāyas tanto en contenido como en estructura. También existen algunas diferencias entre los discursos y las colecciones, como lo han demostrado algunos estudios modernos. Estos incluyen omisiones de material, adiciones y cambios en la ubicación de las frases. Estos agamas posiblemente provienen de las escuelas Sarvastivada (los Samyukta y Madhyama agamas ), Dharmaguptaka y Kasyayipa. El Mahasamghika vinaya pitaka también esta preservado en la traducción chino. Algunos de los agamas han sido traducidos al inglés por el Grupo de Investigación Āgama (ARG) del Instituto de Artes Liberales Dharma Drum.

### El EBT de Gandhari y Bactria

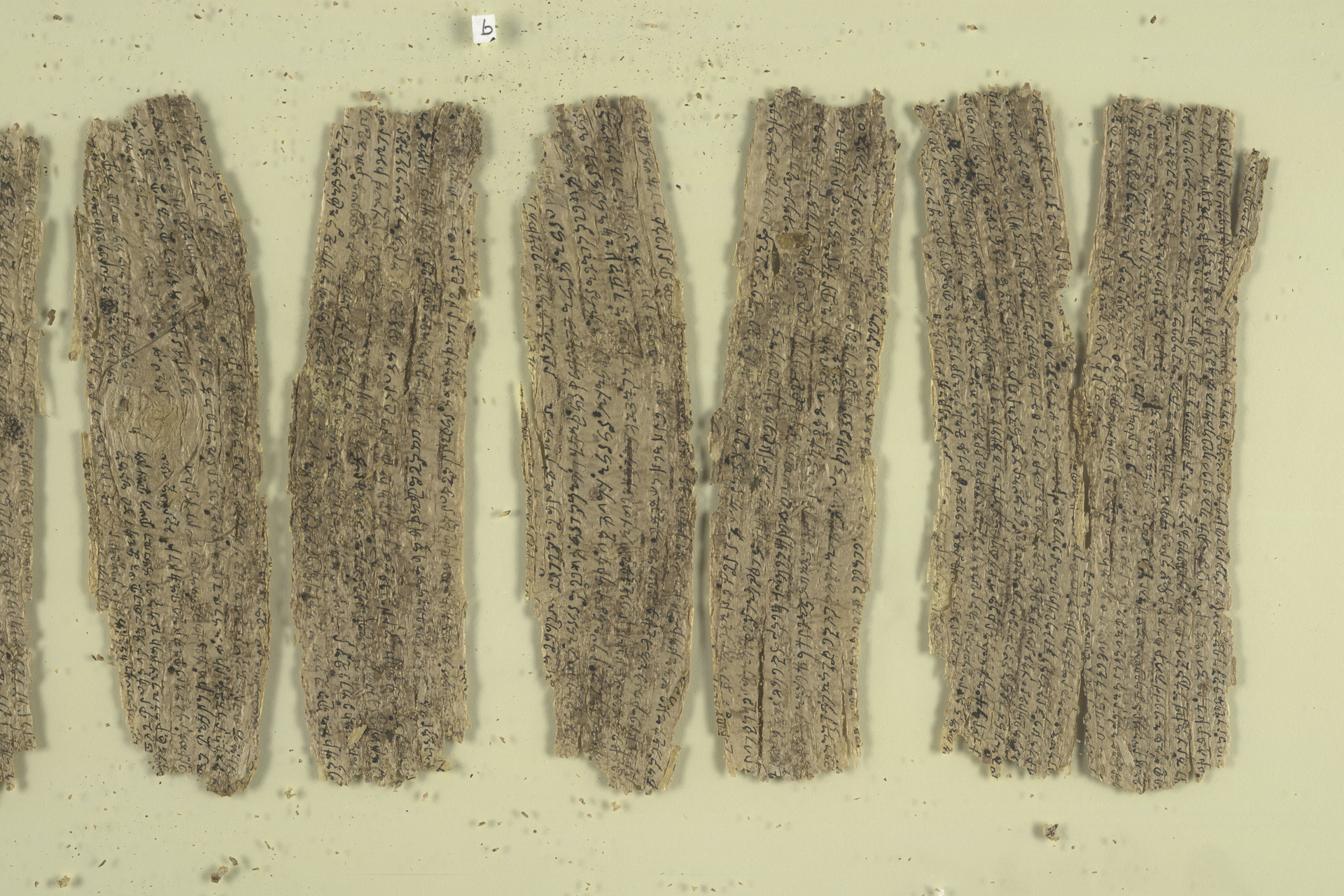
Fragmentos de rollos de corteza de abedul de Gandhara (c. e.) de la colección de la Biblioteca Británica

Los descubrimientos modernos de varios fragmentos y colecciones de manuscritos en Pakistán y Afganistán han contribuido significativamente al estudio de las escrituras budistas tempranas.

### El EBT en sánscrito
Según Mark Allon, un reciente importante hallazgo es una porción sustancial de un manuscrito sánscrito de corteza de abedul parte del Dirghagama, la división del canon que contiene los largos discursos, perteneciente a la escuela (Mula)-Sarvastivada, que data del siglo séptimo o siglo VIII c. e."

### La Mahāsāṃghika
El primer cisma entre la comunidad budista fue entre los llamados Sthaviras ("Ancianos") y Mahāsāṃghika ("La gran sangha"). Algunos eruditos como Edward Conze han enfatizado la importancia de las EBT que tienen paralelos en las fuentes Sthavira y Mahāsāṅghika. Sin embargo, han sobrevivido menos textos Mahāsāṃghika en comparación con el material de Sthavira.